# Mary Coke

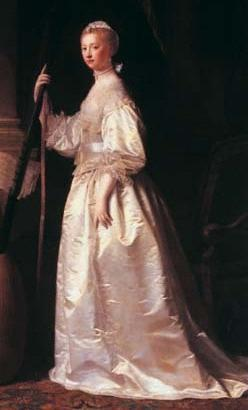
Lady Mary Coke, gemalt von Allan Ramsay

Lady Mary Coke (geborene Campbell, * 6. Februar 1727; † 30. September 1811, Morton Hall, Chiswick) war eine britische Adlige sowie Tagebuch- und Briefeverfasserin.

## Frühe Jahre und Ehe

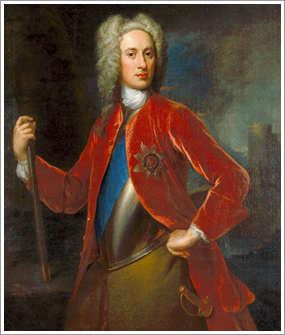
Mary Cokes Vater John Campbell, 2. Duke of Argyll, gemalt von William Aikman

Mary Campbell war die vierte und jüngste Tochter des Generals und Politikers John Campbell, 2. Duke of Argyll (1680–1743) aus dessen zweiter Ehe mit Jane Warburton (um 1683–1767), einer Hofdame von Queen Anne und Prinzessin Caroline. Als Tochter eines Duke führte sie seit Geburt das Höflichkeitsprädikat Lady. Sie war eine Cousine von Lady Louisa Stuart sowie von Georgiana Cavendish, Duchess of Devonshire. Die Mädchen wuchsen in Sudbrook Park in Petersham bei London in einem separaten Haus nahe dem Familiensitz auf, dem Young Ladies House, mit eigenen Dienstboten. Ihr Vater, der auf einen männlichen Erben gehofft hatte, nannte seine Töchter „sinnlose Lasten“. Die Eltern kümmerten sich nicht um die Ausbildung ihrer Töchter, und als zur Sprache kam, einen Französischlehrer für sie zu engagieren, lehnte der Duke dies ab mit der Begründung, es sei für Mädchen ausreichend, eine Sprache zu beherrschen. Mary war das einzige der vier Mädchen, das sich für Lesen interessierte und sich so selbst fortbildete. Die Isolation führte dazu, dass den Mädchen jeglicher gesellschaftlicher Schliff fehlte, und nachdem sie in die Gesellschaft eingeführt worden waren, wurden sie wegen ihrer lauten schrillen Stimmen the screaming sisterhood (dt. schreiende Schwesternschaft) oder die bawling Campbells (dt. brüllende Campbells) genannt.
Am 1. April 1747 heiratete Mary Campbell den Politiker Edward Coke, Viscount Coke (1719–1753), Sohn und Erbe von Thomas Coke, 1. Earl of Leicester. Schon vor der arrangierten Trauung verhielt sie sich ihrem künftigen Ehemann gegenüber distanziert und unhöflich. Noch in der Hochzeitsnacht verließ Coke, der als rüder Trunkenbold und Spieler berüchtigt war, seine Frau, weil sie sich ihm sexuell verweigert hatte. Er sperrte sie drei Jahre lang auf seinem Familiensitz Holkham Hall in Norfolk förmlich ein und verbot ihr jeglichen Kontakt mit ihrer Familie und ihren Freunden. Die Familien der Eheleute trafen sich vor Gericht, und 1750 kam es zu einer Übereinkunft, wonach Mary Coke mit ihrer Mutter in Sudbrook leben durfte, aber mit Edward Coke verheiratet blieb. Auch wurde vereinbart, dass sie zu seinen Lebzeiten nicht nach London reisen durfte. Den Höflichkeitstitel Viscountess Coke verwendete sie nie.

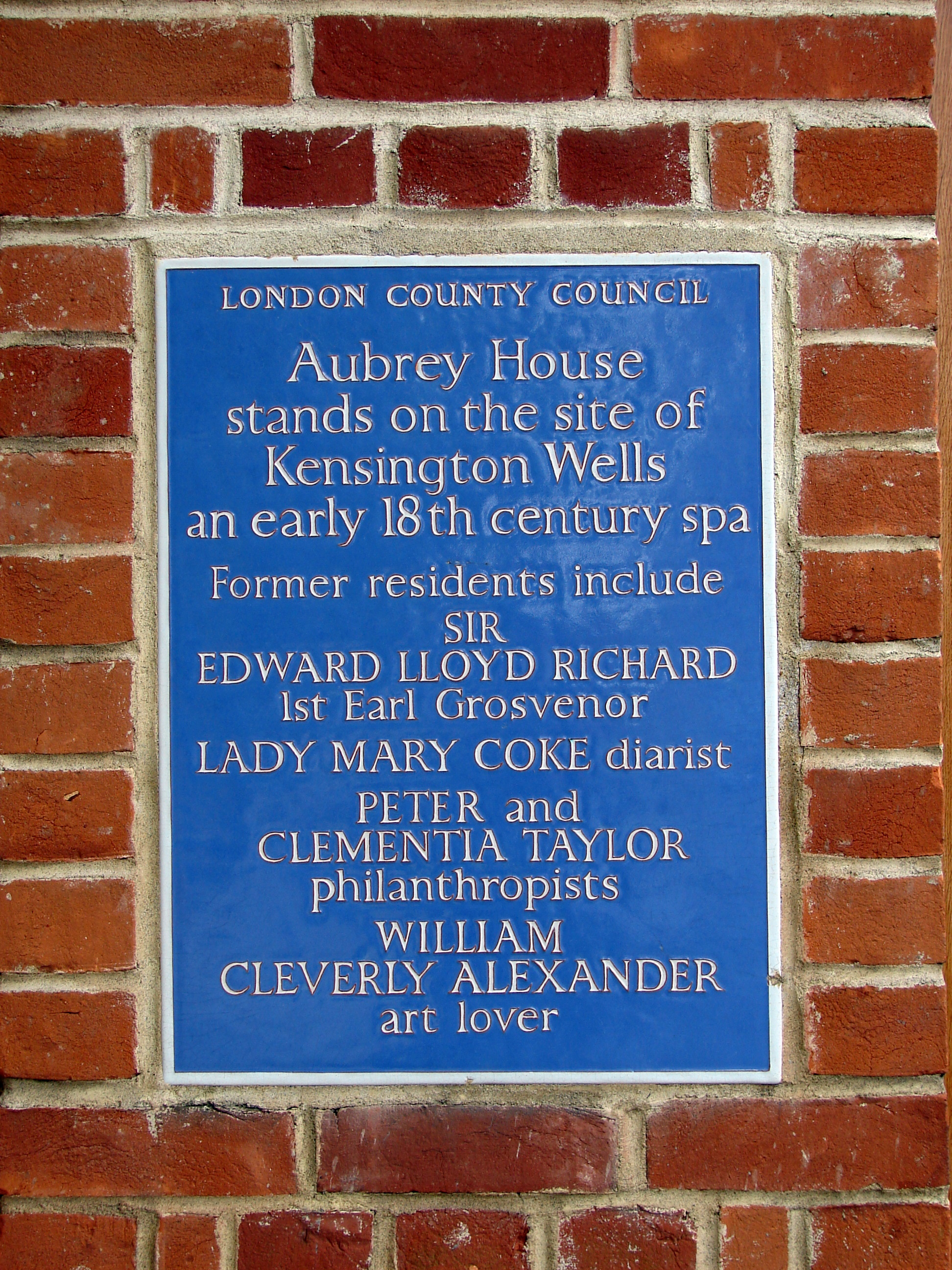
Erinnerungsplakette am Aubrey House

Coke starb in Folge seines Lebenswandels im Jahre 1753, als seine Frau 26 Jahre alt war. Sie hielt trotz der Trennung die offizielle Trauerzeit um ihren Mann ein, um den gesellschaftlichen Regeln Genüge zu tun, und erhielt in der Folge von ihrem Vater ein angenehmes Einkommen, dass sie unabhängig machte. Sie heiratete nicht wieder und führte ein Leben, das bestimmt war von Klatsch, Reisen, Hingabe zum Königtum sowie selbstverschuldetem Unglück. Von 1767 bis 1788 lebte Lady Mary Coke im Aubrey House in Campden Hill in London. Eine Blue Plaque des London County Council erinnert an sie und andere Bewohner des Hauses.
Aufgrund ihrer adligen Herkunft hatte Mary Coke Zugang zu den höchsten gesellschaftlichen Kreisen, aber durch ihre arrogante und selbstgerechte Persönlichkeit entzweite sie sich mit vielen Leuten, die sie schließlich verachteten oder über sie spotteten. Sie selbst hatte eine hohe Meinung von ihren Vorrechten und Leistungen, dramatisierte selbst kleine Vorfälle in ihrem Leben und verklärte ihre eigene Bedeutung, besonders ihre Beziehungen zum Königshaus. Sie beschäftigte sich hauptsächlich mit dem Schreiben ihrer Tagebücher, mit Lesen und Gartenarbeit, spielte aber auch gerne und oft das Kartenspiel Loo; ihre Gewinne und Verluste vermerkte sie täglich penibel schriftlich.

## Weitere Jahre

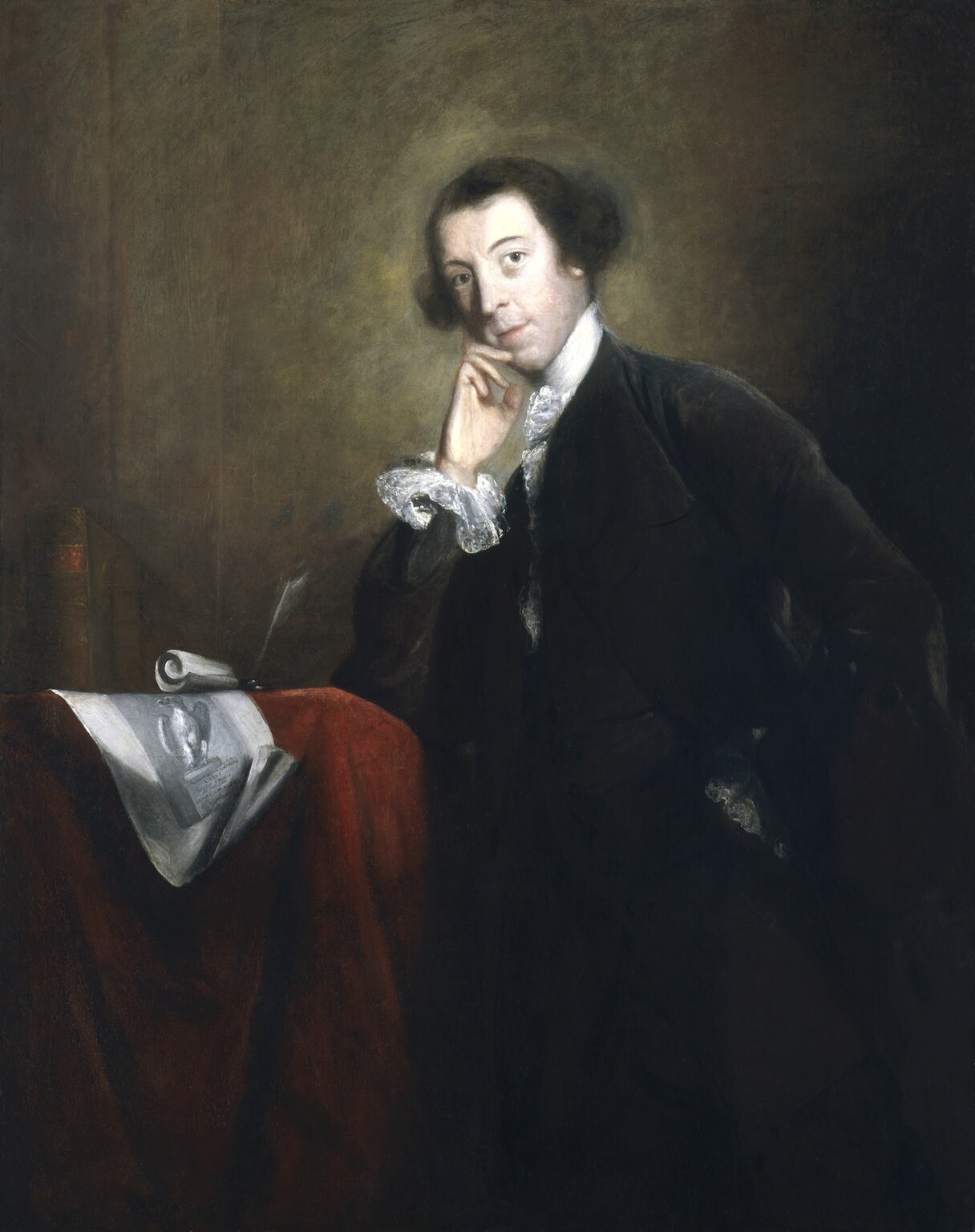
Mary Cokes Freund Horace Walpole, gemalt von Joshua Reynolds

Nach dem Ende der Trauerzeit um ihren Mann setzte Mary Coke Gerüchte in die Welt, ihre Verlobung mit William Douglas, 3. Earl of March stehe kurz bevor, was Lord March äußerst verärgert zurückwies. Anschließend hatte sie einen intensiven Flirt mit Thronfolger Edward, Duke of York and Albany. Sie behauptete, dass die Zuneigung beiderseitig sei, während Edward selbst, der zwölf Jahre jünger war als sie und als leichtlebig galt, sie selbst und diese Beziehung nicht ernst nahm. So sagte ihr Amelia, die unverheiratete Schwester von König Georg II., mit der sie eng befreundet war, dass sie sich lächerlich mache, da sich der Duke of York hinter ihrem Rücken über sie lustig gemacht habe. Als der Duke 1767 starb, ergab sich Mary Coke öffentlich in spektakulärer zweijähriger Trauer und gab zu verstehen, sie sei mit dem Duke heimlich verheiratet gewesen, was sie dem allgemeinen Spott preisgab.
Viele Jahre war Lady Mary Coke eng mit Horace Walpole befreundet. Er war ihr ergebener Verehrer und schmeichelte ihr scherzhaft-galant; so widmete er ihr 1765 sein Buch The Castle of Otranto. Er erkannte trotzdem ihre charakterlichen Fehler, beklagte ihren Mangel an Humor sowie ihre Arroganz und bezeichnete sie als violent, absurd and mad (dt. leidenschaftlich, lächerlich und verrückt). Er nannte sie und zwei ihrer Schwestern, Caroline Townshend, 1. Baroness Greenwich, und Lady Elizabeth Stuart-Mackenzie, „die drei Furien“.
1770 reiste Mary Coke auf den Kontinent und wurde am Hof in Wien herzlich aufgekommen. Sie freundete sich mit der Kaiserin Maria Theresia von Österreich an, die ihr zum Abschied eine Juwelennadel schenkte. In England prunkte sie mit ihrer neuen Bekanntschaft. Das herzliche Einvernehmen zwischen Coke und der Kaiserin endete jedoch bei einem weiteren dortigen Besuch 1772 schlagartig, weil sich Lady Mary an einer Hofintrige beteiligt hatte. Mary Coke selbst sah bei sich keine Schuld an dem Zerwürfnis und interpretierte fortan jedes Unheil – unfähige Dienstboten, erfolglose Gebote bei Auktionen, Rheuma – als Teil einer von Maria Theresia angezettelten Verschwörung gegen sie, deren Spione sie durch Italien nach Frankreich verfolgen würden. Als sie sich 1775 in Paris aufhielt, beschuldigte sie Emily Barry, Countess of Barrymore, und Ehefrau des 6. Earl, ihre zuvor treue Dienerin weggelockt zu haben, um so den Plan ihrer Ermordung durch Maria Theresias Tochter Marie-Antoinette im Auftrag ihrer Mutter zu unterstützen. Wegen ihrer Beschuldigungen der Countess of Barrymore kam es zu einem Zerwürfnis mit Walpole, das bis zu einer Versöhnung fünf Jahre lang später anhielt. Trotz dieser Beschuldigungen wurde sie am Hof in Versailles von Marie-Antoinette und Ludwig XVI. empfangen.
1786 versuchte die Näherin Margaret Nicholson König Georg III. zu erstechen. Mary Coke vermutete hinter diesem Attentat eine katholische Verschwörung gegen das protestantische Königshaus, ebenso hinter der Ehe von König Georg IV. mit der katholischen Maria Fitzherbert.
Mary Coke interessierte sich sehr für Politik und war eine regelmäßige Besucherin des House of Commons und des House of Lords. Sie sammelte viele Informationen, die sie benutzte, um ihre Familie, ihre Freunde und sich selbst zu schützen. Diese schrieb sie in Briefen und Tagebüchern nieder, die sie an ihre Schwestern schickte beziehungsweise weitergab.
Vier Jahre bevor sie starb, erwarb Lady Mary Coke Morton Hall in Chiswick, einen Landsitz, den Stephen Fox gegen Ende des 17. Jahrhunderts hatte erbauen lassen. Nach ihrem Tod wurde der Landsitz von William Cavendish, 6. Duke of Devonshire, 1812 gekauft, der ihn abreißen ließ, um dort einen italienischen Garten für Chiswick House anlegen zu lassen. Sie liegt in der Gruft ihres Vaters in Westminster Abbey beerdigt.

## Die Tagebücher
Lady Mary Coke ist hauptsächlich bekannt als Verfasserin ihrer Tagebücher. Sie waren nicht zur Veröffentlichung gedacht, sondern für sie selbst und für ihre Schwestern, besonders für Anne  (1719/20–1785), die Ehefrau von William Wentworth, 2. Earl of Strafford. Sie begann mit den Eintragungen im August 1766 und führte diese bis Januar 1791 fort. Danach tauschte sie sich weiterhin mit ihrer Nichte Lady Frances Scott und ihrer Großcousine Lady Louisa Stuart in Briefen aus. 1889 gab ihr Ur-Ur-Großneffe James Archibald Home ihre Tagebücher heraus, allerdings nur die Eintragungen bis 1774. 1827 schrieb Louisa Stuart eine bissige Biografie ihrer Cousine Mary Coke.
Die Tagebücher und Briefe von Lady Mary Coke stellen für Historiker eine wichtige Quelle für das Leben der englischen High Society im 18. Jahrhundert dar.

## Schriften
- The Letters and Journals of Lady Mary Coke. 4 Bände (Bd. 1: 1756–1767. Bd. 2: 1767–1768. Bd. 3: 1769–1771. Bd. 4: 1772–1774.). Herausgegeben von James Archibald Home (Privatdruck in limitierter Auflage von 100 Exemplaren), D. Douglas, Edinburgh 1889–1896 (Faksimile. 4 Bände. Kingsmead Bookshops, Bath 1970, ISBN 0-901571-15-6).